# Lijst van voetbalinterlands Australië - Nieuw-Caledonië (vrouwen)
Deze lijst van voetbalinterlands is een overzicht van alle officiële voetbalinterlands tussen de nationale vrouwenteams van Australië en Nieuw-Caledonië. De landen hebben tot nu toe één keer tegen elkaar gespeeld.

## Wedstrijden
| № | Plaats | Datum            | Competitie                   | Wedstrijd                   | Uitslag |
| - | ------ | ---------------- | ---------------------------- | --------------------------- | ------- |
| 1 | Nouméa | 30 november 1983 | Oceanisch kampioenschap 1983 | Nieuw-Caledonië − Australië | 0 − 5   |

## Samenvatting
| Competitie              | Totaal gespeeld | Winst Australië | Gelijk | Winst Nieuw-Caledonië | Doelsaldo Australië – Nieuw-Caledonië |
| ----------------------- | --------------- | --------------- | ------ | --------------------- | ------------------------------------- |
| Aziatisch kampioenschap | 1               | 1               | 0      | 0                     | 5 − 0                                 |
| Totaal                  | 1               | 1               | 0      | 0                     | 5 − 0                                 |